# Marston, Lincolnshire
Marston är en ort och civil parish i Storbritannien.   Den ligger i grevskapet Lincolnshire och riksdelen England, i den sydöstra delen av landet, 170 km norr om huvudstaden London. Marston ligger 36 meter över havet och antalet invånare är 417.
Terrängen runt Marston är platt. Runt Marston är det ganska tätbefolkat, med 139 invånare per kvadratkilometer. Närmaste större samhälle är Grantham, 8,1 km söder om Marston. Trakten runt Marston består till största delen av jordbruksmark.